# Truth to Promises
Truth to Promises è il primo album del gruppo power metal Symphorce pubblicato nel 1999.

## Tracce
1. Truth To Promises – 4:33
2. Drifted – 4:58
3. Wounded – 4:19
4. Retracing The Line – 3:35
5. Stronghold – 3:58
6. Across The Plains – 4:28
7. Forevermore – 5:16
8. Pouring Rain – 4:19
9. Circles Are Broken – 6:37
10. Sea Of Life – 7:57

## Formazione
- Andy B. Franck - voce
- Stef Bertolla - chitarra
- Mike Hammer - basso
- H. Peter Walter - tastiere
- Stefan Köllner - batteria